# كيناهان كورنواليس
كيناهان كورنواليس (بالإنجليزية: Kinahan Cornwallis)‏ (19 فبراير 1883 – 3 يونيو 1959): سياسي وسفير دبلوماسي بريطاني. شغل منصب مستشار لوزارة الداخلية العراقية منذ تكوين أول وزارة عراقية بعد تتويج الملك فيصل بن الحسين في 1921 حتى عام 1935.
السفير البريطاني لدى المملكة المتحدة للعراق خلال الحرب العراقية البريطانية. عندما تولى مهام عمله سفيراُ ارسل عدداً كبيراً من البرقيات والمذكرات والتقارير إلى وزارة الخارجية البريطانية، التي تعد اليوم من أهم المصادر الموثقة لتلك الحقبة.
ولد كيناهان في الولايات المتحدة وكان والده كورنواليس شاعر وكاتب مخضرم. كان كيناهان أحد رجال الاستخبارات البريطانية، أرسلته حكومته إلى الشرق الأوسط من أجل تدوين تقرير عن أوضاعها التاريخية والحضارية، واستطاع أن يدوّن عنها معلومات قيمة في عام 1916م، حيث رفعها إلى المكتب العربي التابع للمخابرات البريطانية في القاهرة. وكان كورنواليس مديرا للمكتب العربي البريطاني في القاهرة، وهو بمثابة مكتب الاستخبارات المختص بالشؤون العربية. ومن آثاره: المعجم الجغرافي للجزيرة العربية.